# Championnat de Finlande de football 1959
Navigation
Saison précédente Saison suivante
La saison 1959 du Championnat de Finlande de football était la 30e édition de la première division finlandaise à poule unique, la Mestaruussarja. Les dix meilleurs clubs du pays jouent les uns contre les autres à deux reprises durant la saison, à domicile et à l'extérieur. À la fin de la compétition, pour permettre le passage du championnat de 10 à 12 clubs, seul le dernier du classement est relégué et remplacé par les 3 meilleurs clubs d'Ykkonen, la deuxième division finlandaise.
L'HIFK remporte le titre en terminant en tête du classement final, avec deux points d'avance sur le promu d'Ykkonen, le RU-38 Pori et 6 points sur le duo Haka Valkeakoski-KuPS Kuopio (tenant du titre). C'est le 6e titre de champion de Finlande de l'HIFK, qui manque l'occasion de réussir le doublé en s'inclinant face au Haka en finale de la Coupe de Finlande.

## Les 10 clubs participants
| - HPS Helsinki - Pallo-Pojat Helsinki - Promu de Ykkonen - TPS Turku - HIFK - VIFK Vaasa | - HJK Helsinki - RU-38 Pori - Promu de Ykkonen - Haka Valkeakoski - GBK Kokkola - Promu de Ykkonen - KuPS Kuopio |

## Compétition

### Classement
Le barème de points servant à établir le classement se décompose ainsi :
- Victoire : 2 points
- Match nul : 1 point
- Défaite : 0 point

| Rang | Équipe                 | Pts | J  | G  | N | P  | Bp | Bc | Diff |
| ---- | ---------------------- | --- | -- | -- | - | -- | -- | -- | ---- |
| 1    | HIFK                   | 27  | 18 | 11 | 5 | 2  | 43 | 26 | +17  |
| 2    | RU-38 Pori P           | 25  | 18 | 10 | 5 | 3  | 40 | 28 | +12  |
| 3    | Haka Valkeakoski C     | 21  | 18 | 8  | 5 | 5  | 35 | 25 | +10  |
| 4    | KuPS Kuopio T          | 21  | 18 | 9  | 3 | 6  | 37 | 30 | +7   |
| 5    | HPS Helsinki           | 17  | 18 | 7  | 3 | 8  | 38 | 32 | +6   |
| 6    | TPS Turku              | 16  | 18 | 6  | 4 | 8  | 50 | 51 | -1   |
| 7    | VIFK Vaasa             | 15  | 18 | 5  | 5 | 8  | 29 | 35 | -6   |
| 8    | HJK Helsinki           | 13  | 18 | 4  | 5 | 9  | 28 | 39 | -11  |
| 9    | Pallo-Pojat Helsinki P | 13  | 18 | 4  | 5 | 9  | 26 | 39 | -13  |
| 10   | GBK Kokkola P          | 12  | 18 | 4  | 4 | 10 | 29 | 50 | -21  |

|  | Qualification pour la Coupe d'Europe des clubs champions 1960-1961                      |
|  | Relégation en deuxième division                                                         |
|  | T Tenant du titre C Vainqueur de la Coupe de Finlande P Club promu de deuxième division |

## Bilan de la saison
| Championnat de Finlande de football 1959                  |                   |
| Champion                                                  | HIFK (6e titre)   |
| Coupes et trophées                                        |                   |
| Vainqueur de la Coupe de Finlande 1959                    | Haka Valkeakoski  |
| Qualifications continentales                              |                   |
| Coupe d'Europe des clubs champions 1960-1961 Premier tour | HIFK              |
| Promotions et relégations                                 |                   |
| Promus en Mestaruussarja                                  | Drott Pietarsaari |
| Promus en Mestaruussarja                                  | KIF Helsinki      |
| Promus en Mestaruussarja                                  | TKT Tampere       |
| Relégués en Ykkonen                                       | GBK Kokkola       |